# Бездна (религия)
Бе́здна — в религиозно-мифологическом миропонимании мрачный потусторонний мир.

## В христианстве
В славянском переводе Библии бездной обозначен хаос (на иврите техом), который был прежде творения мира (Быт. 1:2). В книге Иова бездна сравнивается с водной стихией, поскольку указывается, что её поверхность может замерзать (Иов. 38:30). В псалмах Давида бездна описывается как пространство вокруг земли (Пс. 103:8), которое характеризуется отсутствием света (Пс. 87:7). Далее в книге Откровения упомянут «кладязь бездны» (Отк. 9:3), из которого выходит дым и саранча, ведомая «ангелом бездны» (Отк. 9:11) Аваддоном.
Василий Великий в 3-й беседе на Шестоднев со ссылкой на Псалмы (Пс. 148:7) упоминает, что бездна «не признана достойной отвержения, но включена в общее ликостояние твари»
В древнерусской «Повести временных лет» в рассказе о Ростовском восстании 1071 года некие возглавлявшие восстание волхвы на вопрос посланного для подавления бунта Яна Вышатича, какому богу они поклоняются, ответили — антихристу, что сидит в бездне. В ответ Ян говорит: «То кий есть Богъ, сѣдя вь безднѣ? То есть бѣсъ, а Богь есть сѣдя на небесѣхъ и на престолѣ», антихрист же, это падший ангел.

## В исламе
Коранический термин хавия («яма, бездна») происходит от глагола хава, йахви («падать») и обычно понимается как одно из названий ада (джаханнам). Этот термин встречается в суре аль-Кариа («Великое бедствие»), в котором описываются катастрофические события апокалипсиса и взвешивание дел человечества в День суда.

## В философии
Л. Н. Гумилёв в работе «Этногенез и биосфера Земли» определял бездну как пространство без дна и отождествлял её с пустотой и вакуумом — «физическим миром, который не является частью нашего реального мира». В работе по античной философии петербургские ученые К. А. Сергеев и Я. А. Слинин словом «бездна» переводят греческое слово «хора» и определяют его как «недифференцированный континуум».